# シューズプラザ
シューズプラザは、兵庫県神戸市長田区にあるショッピングセンター。建物の前に設置されている赤い靴をデザインした大きなモニュメントが特徴。
震災からの復興と「くつのまち」とも呼ばれている長田区の活性化を目的として2000年に開設された。キャッチコピーは「シューズの元気は、神戸の元気だ！」。